# Katsuragi (Nara)

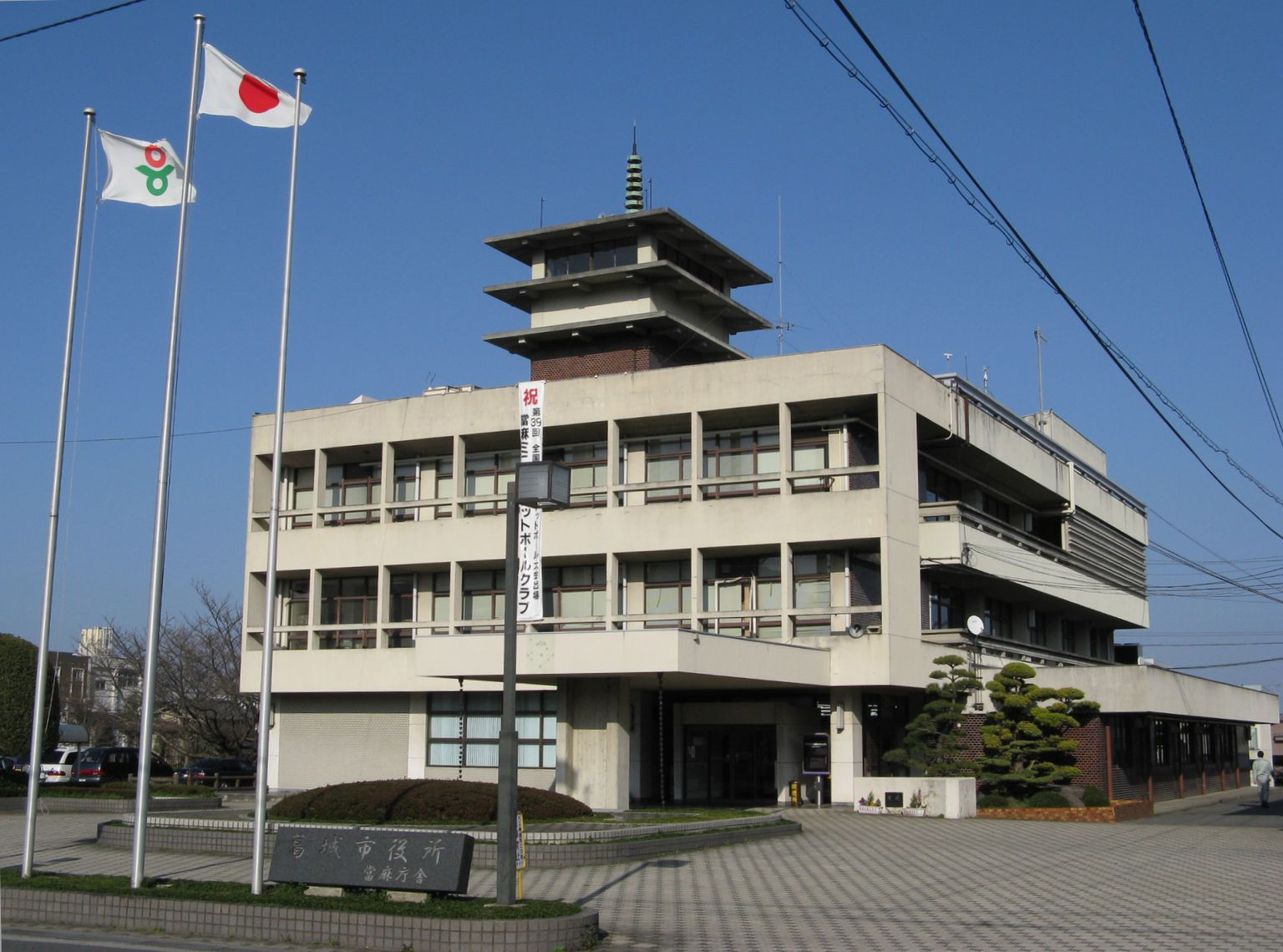
Ajuntament de Katsuragi, sucursal de Taima

Katsuragi (葛城市, Katsuragi-shi) és una ciutat i municipi de la prefectura de Nara, a la regió de Kansai, Japó. Katsuragi és un lloc històric important del Japó, ja que fou capital del país i encara conserva molts temples, santuaris i tombes d'antics Emperadors. Part de la població, encara hui ascendent, de Katsuragi és fruit de la població flotant que a diari es trasllada a treballar a Osaka.

## Geografia
La ciutat de Katsuragi es troba localitzada a la part nord-occidental de la prefectura de Nara. Amb un ric entorn natural, Katsuragi limita a l'oest amb la serra de Kongō, la qual inclou els monts Nijô, Iwahashi i Katsuragi. La part oriental del municipi inclou les zones comercials i residencials amb la Nacional 24, les estacions de ferrocarril i el riu Katsuragi. El terme municipal de Katsuragi limita amb els de Kashiba al nord; amb Yamato-Takada a l'est i amb Gose al sud; a l'oest, ja a la prefectura d'Osaka, limita amb Taishi, Kanan i Chihaya-Akasaka.
El clima és generalment suau i és classificat com a clima d'interior. Els canvis de temperatura durant el mateix dia poden ser dràstics. El clima és càlid a l'estiu i fred a l'hivern, amb nevades ocasionals.

## Història
Des d'almenys el període Heian fins a la fi del període Edo, la zona on ara es troba el municipi de Katsuragi va formar part de l'antiga província de Yamato. L'actual municipi de Katsuragi es creà l'1 d'octubre de 2004 fruit de la unió de les viles de Shinjō i Taima, les dues pertanyents al districte de Kita-Katsuragi.

## Administració

### Alcaldes
Des de la seua fundació, el municipi de Katsuragi ha tingut els següents alcaldes:
- Yoshihiko Yoshikawa (2004-2008)
- Kazuya Yamashita (2008-2016)
- Kazuhiko Ako (2016-present)

## Demografia
| 1920   | 1930   | 1940   | 1950   | 1960   | 1970   | 1980   |
| ------ | ------ | ------ | ------ | ------ | ------ | ------ |
| n/a    | n/a    | n/a    | n/a    | 17.428 | 21.431 | 29.546 |
| 1990   | 2000   | 2010   | 2020   | 2030   | 2040   | 2050   |
| 33.939 | 34.950 | 35.856 | 37.248 | -      | -      | -      |

## Transport

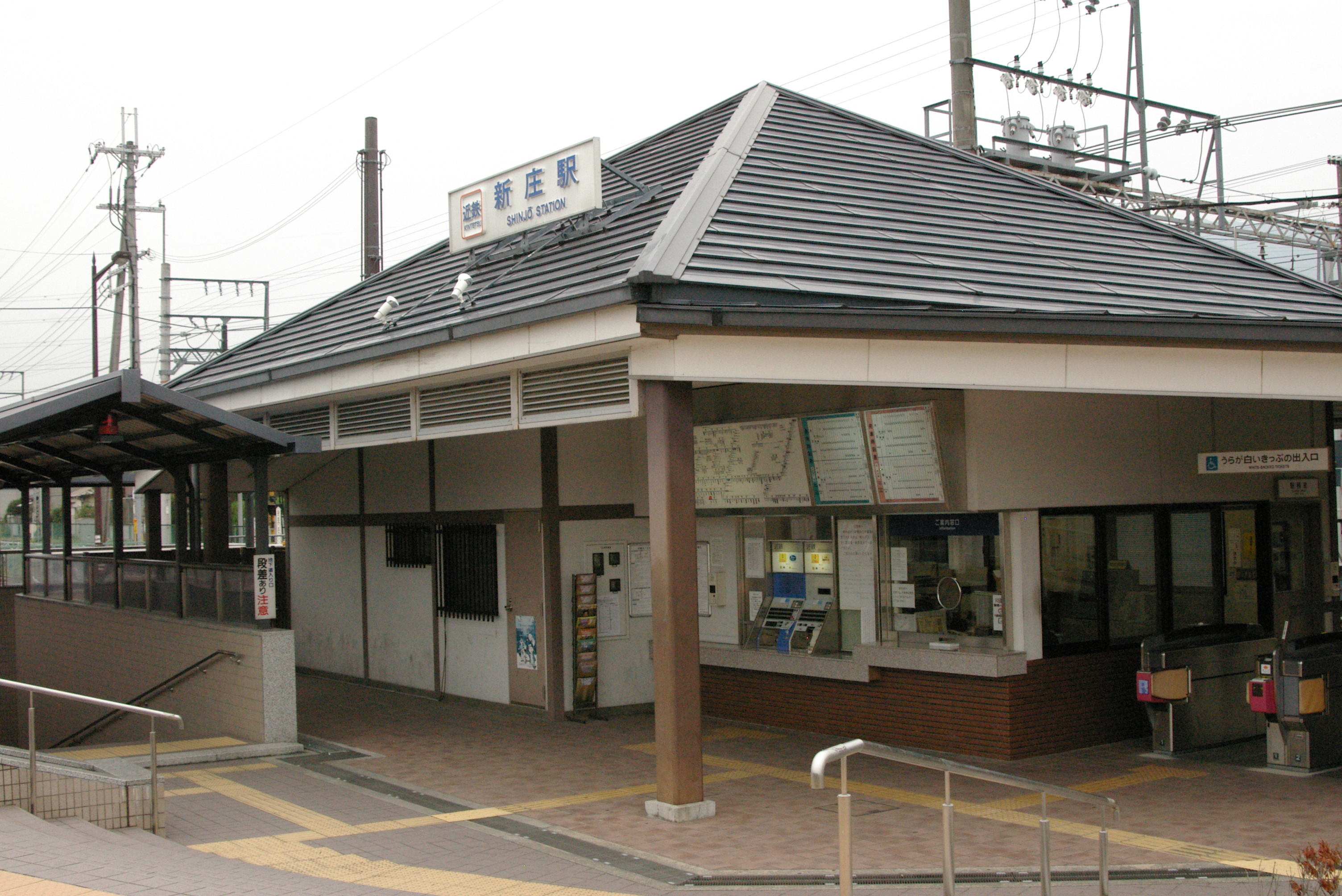
Estació de Kintetsu-Shinjô

### Ferrocarril
- Companyia de Ferrocarrils del Japó Occidental (JR West)
  - Yamato-Shinjō
- Ferrocarril Kinki Nippon (Kintetsu)
  - Nijō-jinjaguchi - Taimadera - Iwaki - Shakudo - Oshimi

### Carretera
- Autopista del sud d'Osaka-Nara (Minami-Hanna)
- Nacional 24 - Nacional 165 - Nacional 166 - Nacional 168

## Agermanaments
- Shinjō, prefectura de Yamagata, Japó.
- Shinjō, prefectura d'Okayama, Japó. (24 d'agost de 1986)
- Tōma, Hokkaido, Japó. (Agost de 1995)